# Psychanalyse aux États-Unis
La psychanalyse aux États-Unis commence d'y être connue du vivant de Sigmund Freud, invité en 1909 à tenir une série de conférences à la Clark University. Elle a par la suite fortement contribué à la notoriété mondiale de la psychanalyse, du fait que les États-Unis ont été une terre d'accueil des psychanalystes chassés par le nazisme (Allemands, Viennois, Hongrois, Italiens ou originaires d'Europe centrale).  

## Depuis le voyage de Freud en 1909 aux  États-Unis
La psychanalyse aux États-Unis a été le terrain d'une transformation de ses buts, de ses théories et de sa pratique, avec des courants tels que l'Ego psychology, l'annafreudisme, la Self psychology, le néofreudisme, le culturalisme ainsi que diverses psychothérapies fondées ou non sur le freudisme (gestalt-thérapie, thérapie familiale, analyse transactionnelle auxquelles on peut ajouter l’École de Chicago autour de Franz Alexander et la médecine psychosomatique). On y retrouve également des dissidents du mouvement psychanalytique avec Karen Horney, Wilhelm Reich, Otto Rank, Erich Fromm. 
La psychanalyse dite « américaine » a d'abord marqué la psychanalyse au Canada et en Australie, puis le reste du monde, notamment le Japon ainsi que tous les pays de l'ex-bloc soviétique comme la Russie ou la Hongrie, par exemple.
Trois courants ont échappé à cette influence : les Indépendants, le kleinisme et le lacanisme.

## À propos de l'autisme: courant antipsychanalytique aux États-Unis depuis les années 1960
Le psychiatre et psychanalyste Jacques Hochmann, professeur émérite à l'université Lyon I-Claude-Bernard ayant consacré une grande partie de ses travaux à l'autisme, rapporte que dès le début des années 1960, un courant antipsychanalytique a commencé à se dessiner aux États-Unis. Il s'agit sans doute, concernant notamment la question de l'autisme, d'une réaction à la « déception d’espoirs exagérés de changer l’être humain par une éducation moins répressive et aussi à une mise à l’index outrancière des attitudes parentales pathogènes par certains psychanalystes ».  Malgré la parution en 1964 d'un livre posthume du psychanalyste de renom Edmund Bergler, la « tendance à rechercher dans l’inconscient maternel ou familial l’origine des troubles psychiques en général et de l’autisme en particulier » reste dominante. On assiste alors à un regroupement de parents « au sein d’une puissante association, l’Autism Society of America, fondée en 1965 par un père d’autiste, Bernard Rimland, psychologue de son état ». Celui-ci déclare que les familles d’autistes sont « victimes d’un véritable racisme de la part de psychanalystes ». Les publications se multiplient, en particulier dans le Journal of autism and childhood schizophrenia fondé par Leo Kanner, lequel journal devient en 1979, le Journal of autism and development disorder après l'exclusion de tous les psychanalystes du comité de rédaction. Hochmann constate qu'en dépit de la masse des travaux et des crédits considérables consacrés à cette recherche, les avancées sont restées discrètes et qu'aujourd'hui encore, « aucune lésion neurologique, aucun dysfonctionnement biologique, aucune mutation génétique n’est reconnu comme spécifique de l’autisme, c’est-à-dire ne se retrouve dans tous les cas d’autisme et seulement dans ces cas. L’autisme n’a toujours pas trouvé son ou ses marqueurs biologiques ». 
En 1967, une publication du comportementaliste d’origine norvégienne Ivar Lovaas alimente les polémiques au niveau des pratiques : Lovaas rend compte des « résultats de renforcements positifs et négatifs (un système de sanction et de récompense) visant à modifier le comportement d’enfants autistes très déficitaires, ce qui est devenu la méthode ABA que des lobbies efficaces soutiennent aujourd’hui en France être la seule méthode prouvée scientifiquement ».